# Île Bald
Pour les articles homonymes, voir Île Bald (homonymie).
L'île Bald est une île de l'État de Washington aux États-Unis.